# گیشرمو ماریپان
گیلرمو ماریپان (انگلیسی: Guillermo Maripán؛ زادهٔ ۶ مهٔ ۱۹۹۴) بازیکن فوتبال اهل شیلی است.
از باشگاه‌هایی که در آن بازی کرده‌است می‌توان به باشگاه فوتبال دپورتیوو آلاوس اشاره کرد.
وی همچنین در تیم ملی فوتبال شیلی بازی کرده‌است.